# Sjömanskåren
Sjömanskåren var en gemensam beteckning för de sjömän som tillhörde svenska flottan. 
Kåren bestod sedan slutet av 1600-talet huvudsakligen av indelta båtsmän. Båtsmanshållet började avvecklas 1887, samtidigt som ett nytt personalsystem för sjömanskåren infördes. Den nya sjömanskåren bestod av stam, reserv och beväring. Stammen bestod av en fast och en värvad del. Den fasta stammen rekryterades genom karlskrivning från skeppsgossekåren. Efter karlskrivning kvarstod matrosen i tjänst som matros, eldare eller hantverkare till pensionsåldern uppnåddes. Undantagsvis antogs dit även äldre ungdomar som varit i handelssjöfart utan att först ha tillhört skeppsgossekåren. Den värvade stammen antogs för en tjänstgöringstid av åtta år. Av denna tid var manskapet i ständig tjänstgöring under de första 3 ½ åren och var sedan tjänstlediga men med skyldighet att vid behov inställa sig. Enligt 1887 års riksdagsbeslut utgjordes den fasta stammen av 1 100 matroser och den värvade stammen av 2 900 matroser. Sjömanskårens reserv utgjordes av båtsmanshållets extra rotering, en del av flottans  värnpliktiga och en del före detta båtsmän. Sjömanskårens beväring utgjordes av värnpliktiga.
Sedan båtsmanshållet avskaffades blev sjömanskåren en benämning på flottans fast anställda (stamanställda) manskap.  Enligt 1917 års riksdagsbeslut bestod sjömanskåren av 4 200 matroser. Sjömanskåren rekryterades då dels genom karlskrivning från skeppsgossekåren, dels genom värvning för en tjänstetid av 3 ½ till sex års tid.